# Robby Ameen
Robby Ameen (New Haven, 7 december 1960) is een Amerikaanse jazzdrummer.

## Biografie
Ameen is afkomstig uit een Libanese familie en bezocht al als jeugdige talrijke jazzclubs in het naburige New York. Op de middelbare school werd hij onderwezen door Ed Blackwell. Op het college werd hij onderwezen door Fred Hinger in klassiek slagwerk. Daarna studeerde hij aan de Yale University literatuurwetenschappen. Tijdens deze periode was hij werkzaam in het plaatselijke jazz- en salsacircuit.
Na de studie verhuisde hij begin jaren 1980 naar New York, waar hij sinds 1982 werkte met Eddie Palmieri en waar hij lid werd van de bands van Dave Valentin en Dizzy Gillespie, op wiens albums New Faces (1984) en Endlessly (1987) hij te horen is. Sinds 1987 haalde Kip Hanrahan hem voor talrijke projecten. Ook ging hij in de studio met Hilton Ruiz, Daniel Ponce, Earl Klugh, Scott Cossu, Mongo Santamaría, Steve Swallow (Swallow 1991), Ramsey Lewis, Carly Simon en Conrad Herwig. Met Rubén Blades leidde hij Seis del Solar, waarbij de albums Decision en Alternate Roots ontstonden. Het album Todos Vuelven Live, dat tijdens een reünie van de band werd opgenomen, kreeg in 2012 een Latin Grammy. Samen met Horacio 'El Negro' Hernández bracht hij meerdere geluidsdragers uit. Het album Days in the Life (2009) volgde onder zijn eigen naam.
Ook ging hij op tournee met Willie Colón, Paquito D'Rivera, Gato Barbieri en Jack Bruce en was hij met Rubén Blades in 1984 te zien in Rockpalast. Hij begeleidde Marc Anthony bij zijn eerste soloconcert in Madison Square Garden. Verder was hij de drummer in Paul Simons productie The Capeman. Met Michael Riessler trad hij in 1993 op tijdens de Donaueschinger Musiktagen op (Momentum Mobile) en is hij ook te horen op diens producties Honig und Asche en Big Circle. 
Met Lincoln Goines schreef Ameen het leerboek Funkifying the Clave: Afro Cuban Grooves for Bass and Drums. Daarop baserend ontstond ook een lesvideo. Ook gaf hij talrijke workshops.